# Resolutie 1717 Veiligheidsraad Verenigde Naties
Resolutie 1717 van de Veiligheidsraad van de Verenigde Naties werd unaniem door de Veiligheidsraad van de Verenigde Naties aangenomen op 13 oktober 2006, en verlengde de ambtstermijnen van de ad litem-rechters van het Rwandatribunaal tot eind 2008.

## Achtergrond
Toen Rwanda een Belgische kolonie was, werd de Tutsi-minderheid in het land verheven tot een elitie die de grote Hutu-minderheid wreed onderdrukte. Na de onafhankelijkheid werden de Tutsi verdreven en namen de Hutu de macht over. Het conflict bleef aanslepen, en in 1990 vielen Tutsi-milities verenigd als het FPR Rwanda binnen. Met westerse steun werden zij echter verdreven.
In Rwanda zelf werd de Hutu-bevolking opgehitst tegen de Tutsi. Dat leidde begin 1994 tot de Rwandese genocide. De UNAMIR-vredesmacht van de Verenigde Naties kon vanwege een te krap mandaat niet ingrijpen. Later dat jaar werd het Rwanda-tribunaal opgericht om de daders te vervolgen.

## Inhoud
Op 25 juni 2003 had de Algemene Vergadering achttien ad litem-rechters verkozen voor het Rwandatribunaal uit de lijst met kandidaten die door de Veiligheidsraad was samengesteld.
Met resolutie 1684 had de Veiligheidsraad de ambtstermijnen van de elf permanente rechters van het tribunaal verlengd tot 31 december 2008.
Op vraag van secretaris-generaal Kofi Annan werden nu ook de termijnen van de ad litem-rechters verlengd tot diezelfde datum. Ook mochten de rechters Solomy Balungi Bossa, Florence Arrey, Flavia Lattanzi, Lee Muthoga, Emile Short, Karin Hökborg, Taghrid Hikmat, Gberdao Kam en Seon Ki Park de maximale cumulatieve periode in het tribunaal van drie jaar overschrijden en tot 31 december 2008 aanblijven. Ten slotte werd de landen gevraagd ervoor te zorgen dat hun rechters in het tribunaal tot die datum beschikbaar bleven.

## Verwante resoluties
- Resolutie 1684 Veiligheidsraad Verenigde Naties
- Resolutie 1705 Veiligheidsraad Verenigde Naties
- Resolutie 1749 Veiligheidsraad Verenigde Naties (2007)
- Resolutie 1774 Veiligheidsraad Verenigde Naties (2007)

Lijst ·  1652 ·  1653 ·  1654 ·  1655 ·  1656 ·  1657 ·  1658 ·  1659 ·  1660 ·  1661 ·  1662 ·  1663 ·  1664 ·  1665 ·  1666 ·  1667 ·  1668 ·  1669 ·  1670 ·  1671 ·  1672 ·  1673 ·  1674 ·  1675 ·  1676 ·  1677 ·  1678 ·  1679 ·  1680 ·  1681 ·  1682 ·  1683 ·  1684 ·  1685 ·  1686 ·  1687 ·  1688 ·  1689 ·  1690 ·  1691 ·  1692 ·  1693 ·  1694 ·  1695 ·  1696 ·  1697 ·  1698 ·  1699 ·  1700 ·  1701 ·  1702 ·  1703 ·  1704 ·  1705 ·  1706 ·  1707 ·  1708 ·  1709 ·  1710 ·  1711 ·  1712 ·  1713 ·  1714 ·  1715 ·  1716 ·  1717 ·  1718 ·  1719 ·  1720 ·  1721 ·  1722 ·  1723 ·  1724 ·  1725 ·  1726 ·  1727 ·  1728 ·  1729 ·  1730 ·  1731 ·  1732 ·  1733 ·  1734 ·  1735 ·  1736 ·  1737 ·  1738